# Enkelschreck
Beim Enkelschreck handelt es sich um eine Fallstudie zu viralem Marketing, die im Frühling und Sommer 2011 ausgehend von Radioprogrammen öffentlich-rechtlicher Rundfunkanstalten stattfand. Zielsetzung war die Überprüfung der Werbewirksamkeit von Radiospots insbesondere bei jugendlichen Hörern. Durchgeführt wurde die Studie von der ARD-Werbung Sales & Services GmbH. 

## Zielsetzung
Die Studie sollte aufzeigen, wie stark Radiowerbung für Produkte (im Internet) wirkt, in welchem Maße virale Energie entwickelt wird und wie groß die Auswirkungen einer Werbekampagne sind, die in einem begrenzten Gebiet und allein über Radio ausgetragen wird. Dafür sollten eine neue, fiktive Marke mit einem Werbespot beworben, schließlich soziale Netzwerke mit in den Prozess integriert und außerdem ein Internet-Hype erzeugt werden.
Dabei wurden hohe Ansprüche bei der kreativen Umsetzung an den Tag gelegt, da der Spot die gewünschte Zielgruppe möglichst effektiv ansprechen und zu weiteren Aktionen animieren musste. Des Weiteren sollte der Radiospot keinen direkten Appell an die Zuhörer richten, sondern alleine genug Interesse erzeugen, um im Internet (z. B. per Google, Facebook, Homepage etc.) Nachfrage zu erzeugen. 
Die Lösung fand sich in Enkelschreck, der Beschreibung nach mit 86 Jahren „Deutschlands älteste Rapperin“ und Vertreterin des „Acid Rap“. Dies stellte einen Bruch mit Konventionen und Hörergewohnheiten dar und schuf einen besonderen Anreiz, Neugierde beim Hörer zu wecken.

## Ablauf
Zu diesem Zweck arbeitete die ARD-Werbung Sales & Services GmbH mit den Agenturen LukasLindemannRosinski, Hastings Music und Jaron zusammen. Es entstanden neben einem Logo und dem Musiktrack eine eigene Internetseite, ein YouTube-Channel mit entsprechendem Musikvideo sowie Seiten auf Facebook und Twitter. Zusätzlich wurde eine Merchandising-Palette (u. a. bestehend aus T-Shirts) auf den Markt gebracht. Später war die beworbene Single Acid auf Rädern, deren Titel einen Wortwitz zu Essen auf Rädern darstellen soll, über iTunes erhältlich. Die Rolle der Oma übernahm dabei Luise Lunow.

Die produzierten dreißigsekündigen Werbespots wurden im Bereich der AS&S Nord Kombi, also in Bremen, Hamburg, Mecklenburg-Vorpommern, Niedersachsen und Schleswig-Holstein vom 22. Mai 2011 an für zwei Wochen ausgestrahlt. Über einen kurzen Zeitraum hinweg wurden auch die Facebook- und Twitterseiten entsprechend betrieben und etliche Beiträge sowie Bilder veröffentlicht.

## Auswirkungen
Wie erhofft entstanden die gewünschten viralen Effekte. Die Homepage wies bald hohe Zugriffszahlen auf, und auch auf Google erfolgte die entsprechende Nachfrage. Die Facebook-Seite erfreute sich großen Zuspruchs und erhielt viele „Gefällt mir“-Angaben. Auch der gewünschte Hype wurde erzielt: Es entfalteten sich diverse Diskussionen, auf Seiten wie Promiflash wurde über die Existenz von Enkelschreck gestritten und das Video z. B. in Blogs weitergereicht.

Bereits nach einem Monat lag die Zahl der Google-Impressions bei 109.860 und der Klicks bei 26.516, was einer Klickrate von 24,14 % entspricht. Der Song wurde auf YouTube Anfang Juli 2011 1.000.000 Mal angesehen und überschritt im Spätdezember desselben Jahres die 1.700.000-Marke. Ebenso erweiterte sich die Zugriffsherkunft binnen zweier Wochen von einigen wenigen Städten vor allem Norddeutschlands auf das gesamtdeutsche Gebiet. Auch die Zahl der Like-Angaben bei Facebook stieg allein Mitte Juni 2011 auf über 8.500, gegen Ende des Jahres bis auf knapp 11.000. Zum selben Zeitpunkt wies die Google-Trefferanzahl, die bei Beginn der Kampagne noch keinen Treffer aufwies, etwa 95.500 Ergebnisse auf.
Am 20. September 2011 trat Enkelschreck beim Radio Day auf.
Beim ADC Festival 2012, dem wichtigsten Festival für Werbung im deutschsprachigen Raum, gewann die Kampagne einen silbernen Nagel, zwei bronzene Nägel sowie eine Auszeichnung und schaffte es unter die besten 30 Arbeiten des Festivals.